# Heteromys oresterus
Espèce
Statut de conservation UICN

 LC  : Préoccupation mineure
Heteromys oresterus est une espèce de Rongeurs de la famille des Heteromyidae qui regroupe les souris kangourou d'Amérique. Ce petit mammifère fait partie des Souris épineuses à poches, c'est-à-dire à larges abajoues. Il est endémique du Costa Rica.
L'espèce a été décrite pour la première fois en 1932 par un mammalogiste américain William P. Harris Jr..